# Léon-Albert Arnaud
Pour les articles homonymes, voir Arnaud.
Léon-Albert Arnaud (16 février 1853 à Paris - 27 mars 1915 à Paris 10e) est un chimiste français.

## Biographie
À partir de 1872, il travaille comme assistant au laboratoire de Michel-Eugène Chevreul au Muséum national d'histoire naturelle. En 1883, il succède à François Stanislas Cloëz au poste d'aide-naturaliste puis occupe la chaire de Chimie appliquée aux corps organiques de 1890 à 1915.

## Travaux
Arnaud est le premier scientifique à décrire en 1892 la formation de l'acide taririque, premier composé acétylénique rencontré chez les végétaux, et son extraction à partir d'un glucoside dans la graine de Tariri du Guatemala. Il est aussi crédité pour :
- l'isolation de la tanghinine à partir de la Tanghinia venenifera[3]
- la découverte d'un nouvel alcaloïde appelé cinchonamine (1883).
- via l'étude de poison à flèches, l'isolation dans 'Acokanthera ouabaia d'un  nouveau glucoside et de l'ouabaïne (1888), un violent poison cardiaque utilisé un temps thérapeutiquement comme cardiotonique, mais du fait de sa toxicité, remplacé depuis par la digitoxine .

Arnaud découvrit également la formule de la digitoxine et celle du carotène, seul hydrocarbure coloré alors connu.
Il travailla aussi sur la transformation de la cupréine en quinine.

## Décorations
- Officier d'académie le 1er janvier 1884
- Officier de l'Instruction publique le 29 décembre 1888
- Chevalier de la Légion d'honneur le 26 janvier 1901